# Grand Prix automobile des États-Unis Est 1977
Résultats du Grand Prix des États-Unis Est de Formule 1 1977 qui a eu lieu sur le circuit de Watkins Glen le 2 octobre 1977.

## Classement
| Pos  | N° | Pilote                | Écurie             | Tours | Temps/Abandon       | Grille | Points |
| ---- | -- | --------------------- | ------------------ | ----- | ------------------- | ------ | ------ |
| 1    | 1  | James Hunt            | McLaren-Ford       | 59    | 1 h 58 min 23 s 267 | 1      | 9      |
| 2    | 5  | Mario Andretti        | Lotus-Ford         | 59    | + 2 s 026           | 4      | 6      |
| 3    | 20 | Jody Scheckter        | Wolf-Ford          | 59    | + 1 min 18 s 879    | 9      | 4      |
| 4    | 11 | Niki Lauda            | Ferrari            | 59    | + 1 min 40 s 615    | 7      | 3      |
| 5    | 22 | Clay Regazzoni        | Ensign-Ford        | 59    | + 1 min 48 s 138    | 19     | 2      |
| 6    | 12 | Carlos Reutemann      | Ferrari            | 58    | + 1 tour            | 6      | 1      |
| 7    | 26 | Jacques Laffite       | Ligier-Matra       | 58    | + 1 tour            | 10     |        |
| 8    | 24 | Rupert Keegan         | Hesketh-Ford       | 58    | + 1 tour            | 20     |        |
| 9    | 16 | Jean-Pierre Jarier    | Shadow-Ford        | 58    | + 1 tour            | 16     |        |
| 10   | 30 | Brett Lunger          | McLaren-Ford       | 57    | + 2 tours           | 17     |        |
| 11   | 18 | Hans Binder           | Surtees-Ford       | 57    | + 2 tours           | 25     |        |
| 12   | 7  | John Watson           | Brabham-Alfa Romeo | 57    | + 2 tours           | 3      |        |
| 13   | 28 | Emerson Fittipaldi    | Copersucar-Ford    | 57    | + 2 tours           | 18     |        |
| 14   | 4  | Patrick Depailler     | Tyrrell-Ford       | 56    | + 3 tours           | 8      |        |
| 15   | 9  | Alex Ribeiro          | March-Ford         | 56    | + 3 tours           | 23     |        |
| 16   | 3  | Ronnie Peterson       | Tyrrell-Ford       | 56    | + 3 tours           | 5      |        |
| 17   | 25 | Ian Ashley            | Hesketh-Ford       | 55    | + 4 tours           | 22     |        |
| 18   | 27 | Patrick Nève          | March-Ford         | 55    | + 4 tours           | 24     |        |
| 19   | 19 | Vittorio Brambilla    | Surtees-Ford       | 54    | + 5 tours           | 11     |        |
| Abd. | 15 | Jean-Pierre Jabouille | Renault            | 30    | Alternateur         | 14     |        |
| Abd. | 6  | Gunnar Nilsson        | Lotus-Ford         | 17    | Accident            | 12     |        |
| Abd. | 8  | Hans-Joachim Stuck    | Brabham-Alfa Romeo | 14    | Accident            | 2      |        |
| Abd. | 10 | Ian Scheckter         | March-Ford         | 10    | Accident            | 21     |        |
| Abd. | 2  | Jochen Mass           | McLaren-Ford       | 8     | Pompe à essence     | 15     |        |
| Abd. | 14 | Danny Ongais          | Penske-Ford        | 6     | Accident            | 26     |        |
| Abd. | 17 | Alan Jones            | Shadow-Ford        | 3     | Accident            | 13     |        |
| Nq.  | 23 | Patrick Tambay        | Ensign-Ford        |       | Non qualifié        | 0      |        |

Légende :
- Abd.=Abandon

## Pole position et record du tour
- Pole position : James Hunt en 1 min 40 s 863 (vitesse moyenne : 193,986 km/h).
- Tour le plus rapide : Ronnie Peterson en 1 min 51 s 854 au 56e tour (vitesse moyenne : 174,924 km/h).

## Tours en tête
- Hans Joachim Stuck : 14 (1-14)
- James Hunt : 45 (15-59)

## À noter
- 9e victoire pour James Hunt.
- 23e victoire pour McLaren en tant que constructeur.
- 106e victoire pour Ford Cosworth en tant que motoriste.
- À l'issue de cette course, Niki Lauda est champion du monde des pilotes.